# コーコージー
コーコージー（ビルマ語: ကိုကိုကြီး [kò kò dʑí]、1961年12月18日 - ）は、ビルマの政治家であり、民主化運動の指導者である。軍事政権に対する抗議活動のため、1989年から2012年の間に何度も17年以上投獄された。 彼はアムネスティ・インターナショナルによって良心の囚人とみなされた。 BBCニュースは彼を8888民主化運動の主要メンバーと評しており、ミャンマーではミンコーナインに次いで有名な民主化活動家である。日本財団の笹川陽平は、彼のことを「ミャンマーのガンジー」と呼ぶ。

## 政治活動家として
8888民主化運動が起こった際、ヤンゴン大学で外交官または教師を目指して国際関係論を学んでいたコーコージーは、3月事件に邂逅。1988年3月16日、ヤンゴン大学からヤンゴン工科大学へ向かって、デモ行進し、治安部隊と衝突して100～200人の死者を出したデモ隊の一員だった。デモはやがて大規模な民主化運動に発展し、学生たちは1962年の学生運動の際に当局によって爆破されたヤンゴン大学の学生会館の跡地で全ビルマ学生連合（ABFSU）を結成。ミンコーナインが議長、コーコージーが副議長に就任し、拘束された学生の解放などを政府に要求した。
1989年4月、コーコージーは逮捕され、44日後に釈放された。釈放後、周囲からは1990年に予定されていた総選挙に向けて政党の結成を促されたが、結局、外部支援に回った。しかし、コーコージーは1991年12月に再び逮捕され、重労働をともなう懲役20年の刑を受けた。後に刑期は10年に短縮されたが、結局、2005年3月まで服役した。獄中で両親の死を知ったのだという。
2005年9月6日、コーコージーは、ミンコーナインなど8888民主化運動に参加した他の活動家たちとともに88年世代学生グループを結成し、2006年頃から「ホワイト・サンデー」というキャンペーンを開始した。これは毎週日曜日、政治犯が着ているのと同じ白い服を着て、政治犯の家族の元を訪れ、連隊と抗議の意思を示すという運動だったが、結局、2006年9月27日に全員逮捕され、2007年1月11日まで拘束された。

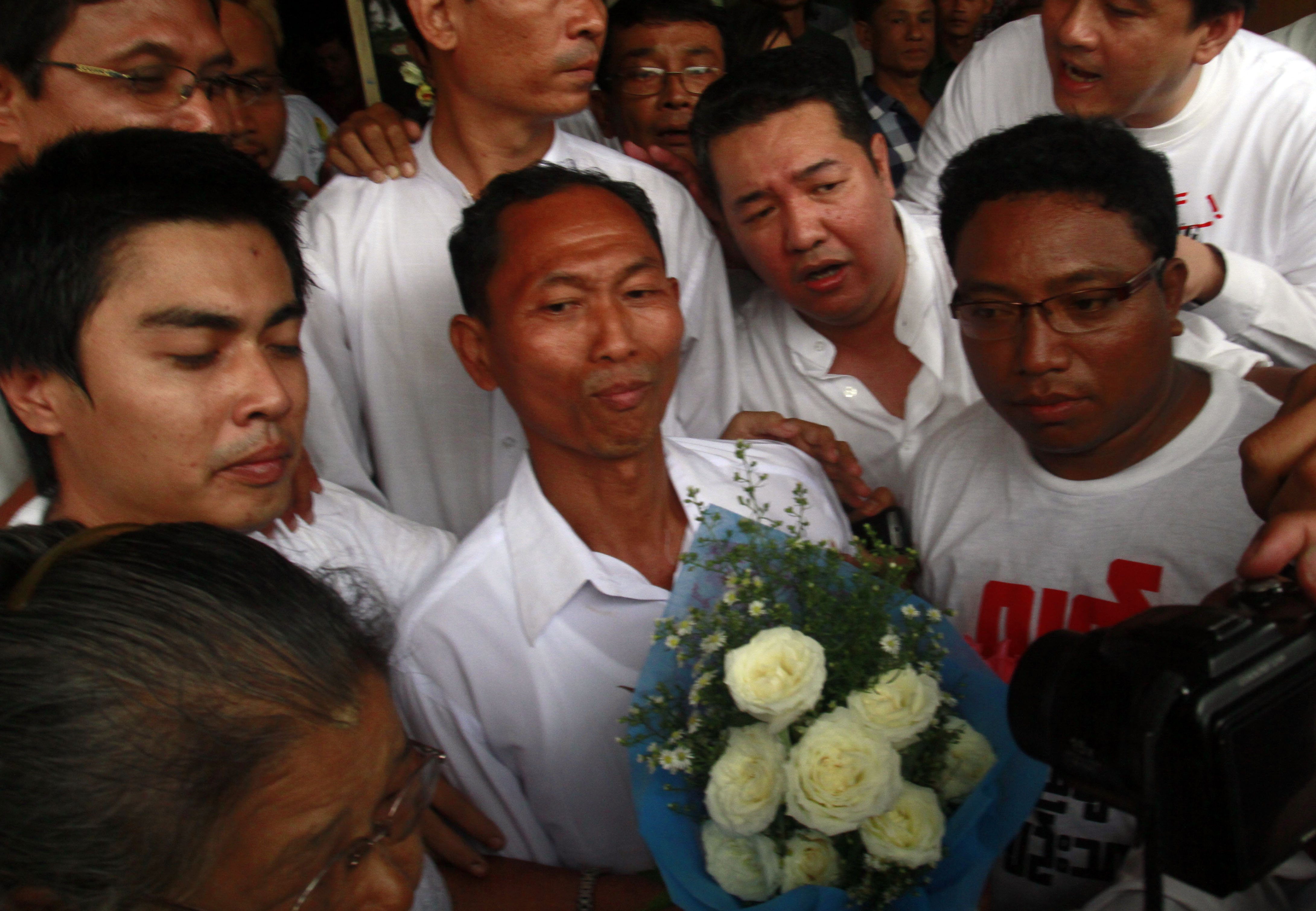
2012年に釈放された時のコーコージー

2007年8月19日、国民民主連盟（NLD）の元副議長・チーマウンの3回忌に出席したミンコーナイン、コーコージー以下88年世代のグループが、たまたま帰りのタクシーが拾えず、バスの運賃も値上がりしていたので、歩いて帰ることになった。ところがグループが歩き始めると、次々に市民がその列に加わり、やがて燃料価格値上げに反対するデモへと発展した。ミンコーナインとコーコージーはすぐに逮捕され、コーコージーは懲役65年の刑を受け、2012年1月の恩赦でようやく釈放された。

コーコージーは長きに渡った刑務所生活について、次のように語る。
通常は1日2度、排泄物の処理と15分間のシャワーのために外に出られる。房内での新聞は勿論、一切の読書はできない。高温多湿で不衛生と異臭の環境は、笹川さんでも理解できないでしょう。懲罰としてボコボコに打ちのめされた上で、2.4メートル×3メートルの大きな箱のような所に14日間入れられたこともあった。その間一切外に出られず排泄物もそのままで、排泄物の上での寝起きは糞尿まみれであった。また、水の独房では、若干水のない場所は座ることは出来るが横にはなれない。私はカンフー映画のように、こうした最悪の環境と粗末な食事の中で瞑想し、自分を鍛えてきた。
2012年、ラカイン州でムスリムと仏教徒の激しい衝突が生じた際は、コーコージーは事件を調査する政府のラカイン州調査委員会のメンバーとなった。政府の一員として活動することに一部から批判もあったようだが、当局によって何度も投獄されても、コーコージーは問題の解決のためには対話が必要とする信念は揺るがなかったようである。
国民和解のために、私たちは誰とでも協力する準備を整えようとしています。私たち自身の感情によるものではありません。だからこそ私たち88世代は常に共通点を見つけ、お互いに協力できる方法を見つけています。ちなみに政府とだけ協力しているわけではありません。私たちは何度も議会を訪れ、連邦選挙管理委員会とも話し合い、議論しました。だからこそ、私たちはお互いに協力し合い、政党や武装勢力とも協力する用意があるのです。
2014年4月、コーコージーは結婚した。式にはスーチーや大統領府のアウンミン大臣も出席し、あろうことかタンシュエやテインセインからも祝電が寄せられたのだという。

## 政治家として
2014年12月、コーコージーは他の4人の活動家とともに、ヤンゴンの南オッカラパ郡区第9区で予定されていたマンション開発に反対するデモを行ったが、デモを行った場所が許可を得ていたタムウェ郡区のチャイッカサン・スタジアム（Kyaikkasan Stadium）ではなく、南オッカラパ郡区第9区だったので、平和集会法違反で刑事告訴され、10,000ks（約8.3＄）の罰金刑を受けた。罰金は匿名の支援者が支払った。
2015年、コーコージーは同年11月に予定されていた総選挙にNLDに出馬する意向を示したが、結局、候補者の最終リストから漏れ、立候補できなかった。新党を結成して総選挙に臨む姿勢を見せたが、時間がなく、それも叶わなかった。この際、コーコージーは、スーチーから「88世代は森を切り開いた木こりで、その役割は終わった。私は皆さんの切り開いた道を歩む」と言われ、深く失望したのだという。
2015年10月15日、テインセイン政権下で、政府と8つの少数民族武装勢力との間で全国停戦合意が締結された際、コーコージーは88年世代を代表して、証人の1人として停戦合意に署名した。

2018年、コーコージーは2020年に予定されていた総選挙のために政党を結成した。当初は「8888人民党」という名前だったが、「8888はコーコージーの専売特許ではない」という批判を浴び、結局、人民党（People's Party）となった。出馬に際してコーコージーは、東京新聞のインタビューに次のように答えている。

1988年から32年たつが、民主化運動の目的は達成されていない。2015年の前回総選挙で、NLDは私たち元学生活動家に立候補を打診しながら、説明もなく切り捨てた。スーチー氏とはその後、行事に同席した際などを除き1度しか会っていない。独自の政党の結成が民主化の戦いを進める唯一の方法だ。

（スーチーとNLDは）国民の高い期待に応えていない。ＮＬＤの最優先事項は国内和平だったが、紛争は拡大している。国軍は政府の同意のもと攻撃を続けていると少数民族に思われてもおかしくない。
イラワジ紙のインタビューでは、相変わらずの現実主義路線が垣間見える。
（憲法で議席の25％を軍人議員が占めると定められていることについて）つまり、軍は徐々に後退しているのです。後退しているとはいえ、残りの75％が軍の支援なしに憲法を改正したり、望むことをしたりできないように憲法を起草したのです。一般的に言えば、我々は国会の議席の75％を占めています。この75％を行政の面で強化することが非常に重要です。
選挙ではNLDの苦戦が予想されており、人民党の議席獲得も期待されたが、結局、連邦議会で1議席も獲れず惨敗に終わった。

## クーデター後
2021年クーデター後は、武装闘争に反対して対話による解決を訴えたが、SNS上で猛批判を浴び、一時期、家族とともに身を隠すことを余儀なくされた。コーコージーは国家行政評議会（SAC）が実施を予定している選挙への参加を表明して、人民党の政党登録を行い、2024年6月には政党代表として中国を訪れた。

## ロヒンギャに対する見解
前述したように、テインセイン政権下でコーコージーは、ラカイン州調査委員会のメンバーとなったが、その際、ロヒンギャに対する強い偏見があることを窺わせる発言があったとされる。
この委員会がこれらのベンガル人に関して「人権」という言葉を使うなら、私はこの委員会を辞任します。
（2012年、委員会の他のメンバーとの電話での会話）
ミャンマーの人権問題に関する国連特別報告者のトーマス・キンタナ教授の仕事は、人権侵害を調査することです。これは（ロヒンギャ族とラカイン族の間の暴力は）民族間の対立です。したがって、民族間の暴力を調査するのは、実際には彼の仕事ではありません。

（2013年、ラカイン州における人権侵害について調査する国際訪問団に対する発言）
また2015年のフロンティア・ミャンマー紙へのインタビューには以下のように答えている。
イギリスは多くのインド人を（ミャンマーに）連れてきました。これが民族主義的な感情を刺激しました。今日、一部の人々は人口動態の傾向を心配しています。一部のグループの出生率は加速していますが、他のグループの出生率は低下しています。仏教徒コミュニティの観点からすると、これは心配なことです。私たちは彼らの心配を理解する必要があります。

すべての民族が国に忠誠を誓うべきであり、統一されたアイデンティティーを追求すべきです…問題はラカイン州です。政府は昨年国勢調査を実施しましたが、ベンガル人として登録することを拒否した人がいました。彼らは簡単に市民権を取得できますが、ロヒンギャとしての民族的アイデンティティを主張しています。タイで生まれた私たちの先住民でさえ、タイの市民権を取得していません。そして、私たちの国には正式な難民政策がありません。それでは、誰が移民で誰が難民なのかをどうやって確認できるのでしょうか？